# Rhinolalie
La rhinolalie est un trouble de la phonation déterminé par des modifications de la résonance des cavités nasales, se manifestant notamment par une voix nasonnée. Elle peut être ouverte ou fermée.
Quand elle est ouverte (rhinolalia aperta), c'est dû à une insuffisance du voile du palais qui ne se lève plus. Donc il ne bloque plus le passage des aliments vers le nez ce qui cause des régurgitations alimentaires. Et si elle est fermée (rhinolalia clausa), c'est dû à une insuffisance du nez, ce qui se manifeste par une voix nasonnée. 
En neurologie, la rhinolalie correspond à une variété de troubles articulatoires (ou dysarthrie) par parésie ou paralysie du voile du palais.
Un terme sémantiquement proche de rhinolalie ouverte est hypernasalité. Dans bien des cas, ce phénomène serait causé par l'insuffisance vélopharyngée. 
Nasillement est un terme synonyme de rhinolalie fermée. 